# Epiphragma perocellatum
Epiphragma perocellatum är en tvåvingeart som beskrevs av Alexander 1966. Epiphragma perocellatum ingår i släktet Epiphragma och familjen småharkrankar. Inga underarter finns listade i Catalogue of Life.